# Tsuyoshi Kitazawa
Tsuyoshi Kitazawa (n. 10 august 1968) este un fost fotbalist japonez.

## Statistici
| Japonia | Japonia | Japonia |
| An      | Meciuri | Goluri  |
| ------- | ------- | ------- |
| 1991    | 2       | 0       |
| 1992    | 11      | 1       |
| 1993    | 4       | 0       |
| 1994    | 7       | 1       |
| 1995    | 14      | 1       |
| 1996    | 5       | 0       |
| 1997    | 11      | 0       |
| 1998    | 3       | 0       |
| 1999    | 1       | 0       |
| Total   | 58      | 3       |